# Dysgonia coreana
Dysgonia coreana  là một loài bướm đêm thuộc họ Erebidae. Nó được tìm thấy ở Hàn Quốc, và vùng Viễn Đông Nga (vùng Primorye).
Dysgonia coreana is treated as a đồng nghĩa của Dysgonia obscura by some authors.